# آبانوسکوی

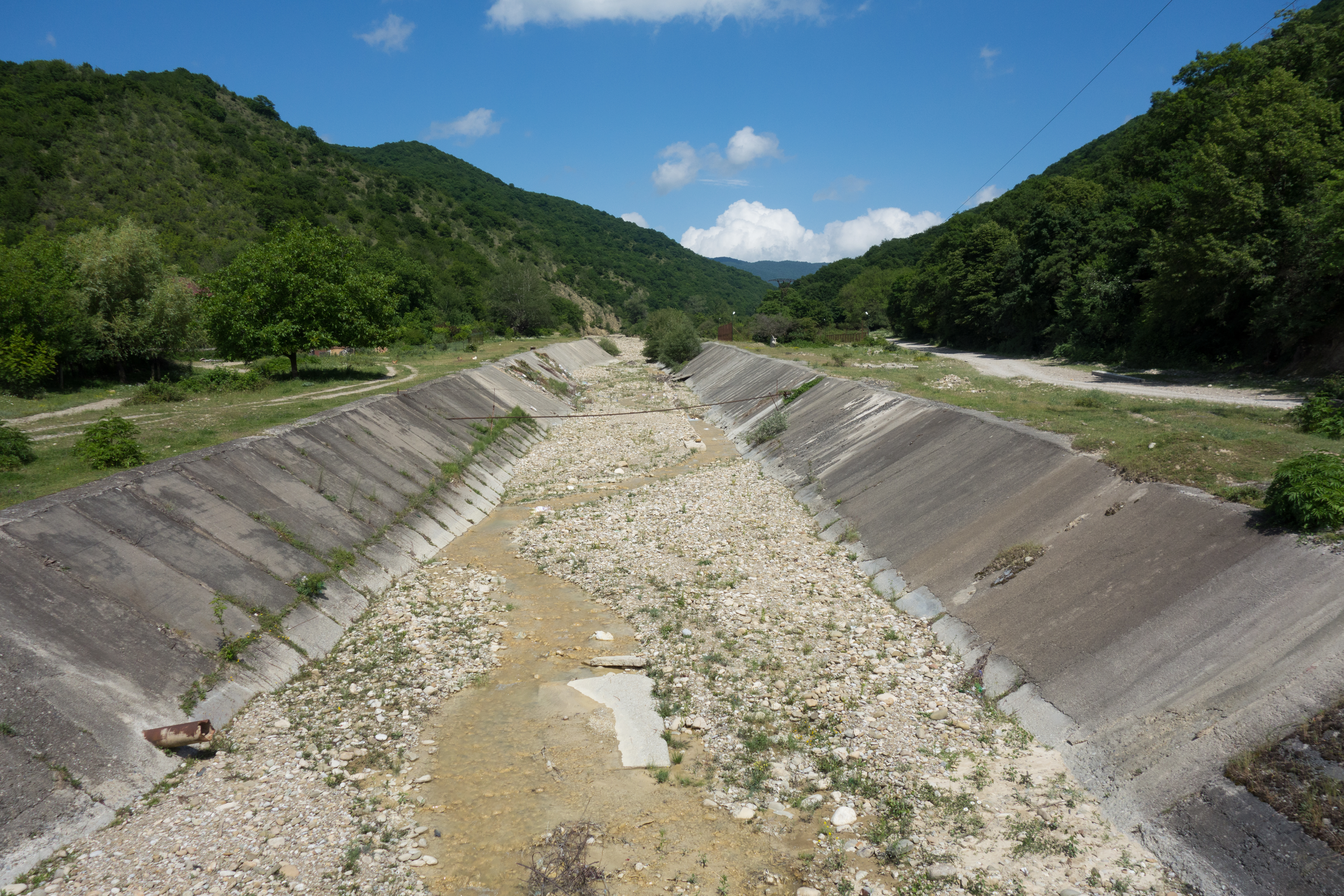
آبانوسکوی

آبانوسخوی (به گرجی: აბანოსხევი) در گرجستان است که در متسختا-متیانتی واقع شده‌است.

## مردم
بر اساس سرشماری سال ۲۰۱۴ میلادی این روستا ۳۹۹ نفر جمعیت داشته است که ببشتر (۹۹٪) گرجی بوده‌اند.

## جغرافیا
آبانوسخوی در ساحل رودخانه آبانوسخوی که شاخه سمت چپ رود آراگوی است قرار دارد. این روستا در ۵۸۰ سطح دریا و ۱۳ کیلومتری جنوب‌شرقی دوشتی واقع شده است. نخستین آثار باستان‌شناسی تأییدشده از زیستگاه‌های انسانی در ناحیه آبانوسخوی کنونی مربوط به دوران نوسنگی (۴۰۰۰ سال میش از میلاد) است.